# Dautzenbergia grandimana
Dautzenbergia grandimana är en kräftdjursart som beskrevs av Édouard Chevreux 1900. Dautzenbergia grandimana ingår i släktet Dautzenbergia och familjen Eusiridae. Inga underarter finns listade i Catalogue of Life.